# Hiraea
Hiraea är ett släkte av tvåhjärtbladiga växter. Hiraea ingår i familjen Malpighiaceae.

## Dottertaxa tillHiraea, i alfabetisk ordning[1]
- Hiraea affinis
- Hiraea amazonica
- Hiraea angustipetala
- Hiraea apaporiensis
- Hiraea barclayana
- Hiraea barredae
- Hiraea brachyptera
- Hiraea breteleri
- Hiraea bullata
- Hiraea buntingii
- Hiraea celiana
- Hiraea cephalotes
- Hiraea christianeae
- Hiraea colombiana
- Hiraea crassipes
- Hiraea cujabensis
- Hiraea cuneata
- Hiraea ecuadorensis
- Hiraea escobariae
- Hiraea fagifolia
- Hiraea faginea
- Hiraea ferruginea
- Hiraea fimbriata
- Hiraea fosteri
- Hiraea gaudichaudiana
- Hiraea glabrata
- Hiraea gracieana
- Hiraea grandifolia
- Hiraea greggii
- Hiraea guapecita
- Hiraea haberi
- Hiraea hypoleuca
- Hiraea idroboana
- Hiraea klugii
- Hiraea longipes
- Hiraea longipilifera
- Hiraea macrophylla
- Hiraea mexicana
- Hiraea morii
- Hiraea mortoniana
- Hiraea mutisiana
- Hiraea neblinensis
- Hiraea pachypoda
- Hiraea papilionacea
- Hiraea perplexa
- Hiraea peruviana
- Hiraea purpusii
- Hiraea putumayensis
- Hiraea quapara
- Hiraea reclinata
- Hiraea sanctae-marthae
- Hiraea schultesii
- Hiraea sclerophylla
- Hiraea silvae
- Hiraea smilacina
- Hiraea sphaerandra
- Hiraea steyermarkii
- Hiraea tepuiensis
- Hiraea ternifolia
- Hiraea transiens
- Hiraea valida
- Hiraea wiedeana
- Hiraea villosa